# Hadrokerala
Hadrokerala is een geslacht van wantsen uit de familie van de Reduviidae (roofwantsen). Het geslacht werd voor het eerst wetenschappelijk beschreven door Petr Wolfgang Wygodzinsky en Herman Lent in 1980.

## Soorten
Het genus is monotypisch en bevat alleen de volgende soort:

- Hadrokerala major Wygodzinsky & Lent, 1980